# Blind gekocht
Blind gekocht is een Belgisch televisieprogramma. Het programma wordt sinds 2019 uitgezonden op VIER, later Play4.
In het programma gaat een makelaar op zoek naar een woning voor mensen die al jaren geen geschikte woning kunnen vinden. Er wordt een lijst doorgegeven van wensen waar deze aan moet voldoen, vaak is dit niet haalbaar en moeten de eisen bijgesteld worden. Omdat de gevonden panden gerenoveerd en ingericht moeten worden, worden binnenhuisarchitecten Bart Appeltans en sinds 2021 afwisselend Kelly Claessens ingezet om ze bewoonbaar te maken. Het huis wordt gekocht en pas nadien krijgen de deelnemers het in de oorspronkelijke staat te zien, zonder te weten waar het zich bevindt. Na renovatie wordt de woning heringericht, de verhuis geregeld en kunnen de kopers hun nieuwe woonst ontdekken.
Het eerste seizoen werd in 2019 uitgezonden, met daarna elk jaar een nieuw seizoen. In 2022 werd er met het programma Blind Gekocht: Jaren Later teruggekeken op de voorbije jaren. Dat jaar werd eveneens een vierde reeks uitgezonden met Jani Kazaltzis die Kobe Ilsen opvolgt als presentator. In 2023 startte het vijfde seizoen, vanaf dan nam makelaar Kinga Kantorska de plaats in van Béa Vandendael die alle voorgaande seizoenen aan het programma meewerkte.

## Overzicht
| Seizoen | Seizoen | Presentatie    | Makelaar        | Binnenhuisarchitect(en) | Binnenhuisarchitect(en) |
| ------- | ------- | -------------- | --------------- | ----------------------- | ----------------------- |
| 1       | 2019    | Dina Tersago   | Béa Vandendael  | Bart Appeltans          |                         |
| 2       | 2020    | Dina Tersago   | Béa Vandendael  | Bart Appeltans          |                         |
| 3       | 2021    | Kobe Ilsen     | Béa Vandendael  | Bart Appeltans          | Kelly Claessens         |
| 4       | 2022    | Jani Kazaltzis | Béa Vandendael  | Bart Appeltans          | Kelly Claessens         |
| 5       | 2023    | Jani Kazaltzis | Kinga Kantorska | Bart Appeltans          | Kelly Claessens         |
| 6       | 2024    | Jani Kazaltzis | Kinga Kantorska | Dorien Boven            | Christophe Verbeke      |
| 7       | 2025    | Jani Kazaltzis | Sophie Beguin   | Dorien Boven            | Daan Alferink           |